# آسفة أرفض الطلاق (فلم)
آسفة أرفض الطلاق هو فيلم دراما مصري من إخراج انعام محمد علي  وسيناريو نادية رشاد وبطولة ميرفت أمين، حسين فهمي، مجدي وهبة، نادية رشاد ، مريم فخر الدين وسوسن بدر. صدر الفيلم في 11 أغسطس 1980.

## نبذه
منى تهب وقتها لزوجها وتربية ابنتها الوحيدة وتسعى بإخلاص لراحتها. وتعتبر حياتها مع زوجها عصام كل ما في مجتمعها. ولكن زوجها يفاجئها في العيد العاشر لزواجهما بأنه يريد الانفصال عنها وبهدوء. لكنها ترفض الطلاق بهذه البساطة.

## طاقم العمل
- ميرفت أمين بدور منى
- حسين فهمي بدور عصام
- مجدي وهبة بدور رشاد
- نادية رشاد بدور هناء

## وصلات خارجية
- مقالات تستعمل روابط فنية بلا صلة مع ويكي بيانات